# Toury-sur-Jour
Toury-sur-Jour è un comune francese di 129 abitanti situato nel dipartimento della Nièvre nella regione della Borgogna-Franca Contea.

## Società

### Evoluzione demografica
Abitanti censiti